# Ion C. Pena
Ion C. Pena (n. 25 august 1911, comuna Belitori, azi Troianul, județul Teleorman – d. 29 iulie 1944, Alba Iulia) a fost un publicist, poet, epigramist și prozator român. S-a născut într-o familie de țărani agricultori, fiind primul din cei șapte copii ai familiei Chiriță (Firică) Pena (1888 - 1963 și Polibiada (Lisandra) Pena (1888 - 1971). Rădăcinile familiei  scriitorului pe linie paternă se trag de pe lângă Corabia, ce ținea atunci de vechiul județ Romanați. Mort în rǎzboi, perceptorul - scriitor este înmormântat în Cimitirul Eroilor din Alba Iulia.

## Studii
A urmat cursurile Școlii primare de bǎieți „Vasile Alecsandri”, în satul natal. A continuat cu Școala de Comerț Elementar din Roșiorii de Vede și, ulterior, cu Școala de Comerț Superior din Turnu Măgurele, care în acea perioadă era reședința de județ. În aceste școli i-a avut printre colegi pe viitorul publicist și primar Nicolae Stănescu - Udrea (1909 – 1983) din Roșiorii de Vede și pe viitorul pedagog, poet și prefect al județului Teleorman – Florian Crețeanu (1908 – 1972) din Turnu Măgurele.

## Publicistică
Debutează în 15 aprilie 1932 în "Revista - SO4H2", din Turnu Măgurele, cu poezia "Alpinism", scrisă în 1928. Tot în acest an traduce și publică, împreună cu Ștefan Baljalarschi, "Poemele mele" a lui Serghei Esenin. 
De tânăr, Ion C. Pena și-a creat multe adversități publicând în Revista "SO4H2"(Acid sulfuric) texte prin care se delimita de „exclusivismul rasei și culturii germane”, în care-l combate pe Oswald Spengler, filosof idealist, reprezentant al antiintelectualismului și istoric german, un critic fervent al latinității.
Dialogurile sale epigramistice merg până la caricaturizarea celor mai înalte vârfuri ale societății literare sau politice: A. C. Cuza, Ion Pillat, Radu D. Rosetti, Al. O. Teodoreanu, Nicolae Iorga, N. Crevedia (“Eugen Barbu e fiul lui Nicolae Crevedia”), Octav Dessila, Al. Macedonschi, Aurel  Chirescu, Emanoil Bucuța, Gr. Trancu-Iași, Al. T. Stamatiad, Ion Minulescu, M. Ar. Dan, Tudor Măinescu, A. C. Calotescu-Neicu, Al. Cazaban, Tudor Arghezi, Mircea Pavelescu, I.Gr.Periețeanu, Ion Vinea, Iancu Brezeanu, Damian Stănoiu, N. Davidescu, Florin Iordăchescu, Victor Eftimiu, G. Topârceanu, Miguel de Cervantes Saavedra, G. Bogdan Duică, Cincinat Pavelescu, Ponțiu Pilat, Socrate, Hamlet și alții. În 1939, deja Ion Pena publica poezii în controversata revistă "Prepoem", care după septembrie 1940 este considerată de orientare legionară. Pena n-a avut nici o colaborare cu "Prepoem" pe timpul sederii legionarilor la putere până la 14 februarie 1941, când Statul Național-Legionar a fost abrogat în mod oficial, instaurându-se dictatura militară a generalului Ion Antonescu . Mai mult, în singurul volum care i-a apărut în 1939, "Furcile caudine", este inclusă și o epigramă în care-l ia peste picior pe A.C. Cuza, mentorul și principalul susținător al lui Corneliu Zelea Codreanu: Lui A. C. Cuza// Din tinerețe n’a mai dat/O epigramă – și-i păcat !/ Misterul ? Muza i-a fugit/ Ca nu cumva pîn’ la sfîrșit,/ Uzînd de abila-i suveică / S-o scoată și pe ea evreică.
Anti-bolșevic convins, scria înainte de venirea trupelor sovietice în Revista "Păcală" al carei motto era: „Iar când la Patria Română/ Râvnește hidra bolșevică/ Nesățioasă și păgână,/ Ia și o armă, că nu strică!."
La începutul anilor '40, poetul Pena publica frecvent în "Universul Literar". Este de notorietate faptul că Palatul Universul, de pe strada Brezoianu, a fost centrul presei interbelice, "Universul Literar" fiind suplimentul celui mai popular și influent ziar din perioada interbelică, "Ziarul Universul". În 7 martie 1942, redactorul Ștefan Baciu (1918 - 1993) îl numea pe Pena - "Un poet plin, de un talent robust, original și format, care face o figură cu totul aparte în corul celorlalți", „astăzi Ion Pena vine între noi cu o liră cu totul înnoită, așezându-se dintr’odată pe primul plan al poeziei tinere ... versurile lui trebuiesc citite cu toată atenția. În miezul lor se sbate un poet de rasă care semnează simplu și deslușit: Ion Pena. Celelalte poezii, toate, una mai întreagă decât cealaltă. „Iată un poet!”, am exclamat către camarazii mei după ce isprăvisem lectura lor. Și nu mă înșelasem deloc: Ion Pena, acest nou poet, i-a cucerit și pe ei, prin simpla lectură, fără reverențe și fără salamalecuri. Aceasta este pecetea talentului.” În "Universul Literar" au mai debutat, in acea perioadă, Ștefan Augustin Doinaș, Leonida Secrețeanu și Ion Caraion. În cartea sa de memorialistică, "Praful de pe tobă. Memorii 1918-1946", scrisă în 1980 la Honolulu, Ștefan Baciu iși amintea de Pena, neștiind că acesta decedase încă din 1944.

### Un scriitor „fantazian“
Astăzi, noi putem să judecăm firul epic din povestirea utopică în două părți, "Moneda fantazienilor", scrisă la Sichevița, județul Caraș Severin în 1937 - 1938 în care Pena merge cu anticipația pânǎ în 1 ianuarie 2000. Prima parte a fost publicatǎ în ziarul „Drum” in anul 1937, numărul de Crăciun, iar partea a doua, singurul manuscris, în dactilogramă, rămas la fratele Petre C. Pena, a ajuns la nepotul lor, Marin Scarlat, care l-a dat spre publicare. În povestire, previziunile autorului au mari analogii cu colectivizarea și cooperativizarea (coop-uri, gradinițe, ..), dovedindu-se un bun analist social de anticipație. Prozatorul Constantin Stan (1951 - 2011), în "Ziarul de Duminică", din 28 septembrie 2001, în articolul "Un caz ciudat", vorbește despre faptul că Pena, prin povestirea sa il devansează pe Orwell. În volumule sale „Fotografii la periscop” și „Secvențe de istorie literară - opera omnia - publicistică și eseu contemporan”, care cuprind studii și articole despre Radu Grămăticul, Grigore Gellianu, Șt. O. Iosif, Gala Galaction, Ion Pena, Constantin Noica, Marin Preda și Mircea Scarlat, Stan V. Cristea îl numește pe Pena: Un scriitor „fantazian” nedreptǎțit . Profesorul, ziaristul și prozatorul Victor Marin Basarab afirma în 2001: „Moneda fantazienilor” ar trebui pusǎ în circulație și așezatǎ într-o exactǎ comparație cu proza urmuzianǎ, într-o corectǎ înțelegere a vizionarismului sud-est european și, de ce nu, la baza teatrului absurdului ionescian. Acum, în 2014, citind și cumpǎnind, putem afirma că el a fost un vizionar.

### Publicații
Între 1928 - 1944, Ion C Pena a publicat poezii, epigrame si proză în urmǎtoarele publicații:
- Ziarul „Slove de foc”[14], din Belitori, Teleorman,
- Revista „Drum”[15], din Roșiorii de Vede,
- Ziarele si revistele „SO4H2”[16], „Graiul tineretului”[17], „Oltul”[18], din Turnu Măgurele
- Revista „Zarathustra”, redactată de Ion Caraion[19] si Alexandru Lungu[20], din Buzău
- Revistele si ziarele „Epigrama”[21], „Păcală”[22], „Prepoem”[23], „Vremea”, „Universul literar”[24], din București

## Activitate profesional-socială
Profesional, ca finanțist (perceptor), a funcționat timp de 4 ani și 10 luni în Sichevița - județul Caraș Severin (1936 - 16 iulie 1941), ca delegat de agenție. Aici înființează Căminul cultural - "Lumina", cu sediul în incinta Primăriei, doneazǎ cǎrți bibliotecii și împreunǎ cu sǎtenii procurǎ un aparat de proiecție.
Apoi, la Domnești - Muscel, actualmente în Argeș, Pena lucrează ca agent administrativ. Aici înființează, în 1941, "Biblioteca modernă" prin care caută să satisfacă cerințele de lectură ale localnicilor, în special intelectualii comunei, precum și tineretul școlar. El este sprijinit de tineretul grupat în jurul normaliștilor Luca Ionescu și N. Ionescu. În Domnești se împrietenește cu Gheorghe Șuța, care-l și găzduiește până la plecarea pe front. Acesta era președintele Partidului Național Țărănesc, mare industriaș și comerciant, unchiul Elisabetei Rizea din Nucșoara, Argeș, participantă activă la Rezistența anticomunistă din Munții Făgăraș, "Haiducii Muscelului". În fapt, Gheorghe Șuța era fratele avocatului Nicolae Șuța, șeful de cabinet al vicepreședintelui PNȚ, Ion Mihalache și deputat de Muscel în Camera Deputaților.
Fiind mobilizat din Domnești, pe frontul celui de-al Doilea Razboi Mondial, Pena moare de tânăr pe 29 iulie 1944, la numai 33 de ani, fiind înmormântat în Cimitirul Eroilor din Alba Iulia. Viața lui s-a consumat sub zodia tragicului, el conducǎndu-și pe ultimul drum patru din cei șase frați: Lina, Fǎnica, Nicu și Costache. Ion C Pena n-a fost căsătorit și n-a avut copii. Este al cincelea copil pe care părinții, Firică și Lisandra Pena, aveau să-l înmormânteze în timpul vieții.
A fost susținător al Partidului Național Țărănesc, de aici și prietenia lui cu Gheorghe Șuța, președintele PNȚ din Domnești. Orientările amintite aici i-au adus – în perioada 1945-1989 - represaliile sistemului care l-a înscris în „Fondul special – interzisi (S)”.
Și totuși, straniu, în 1993 îl găsim menționat în „Bibliografia operelor autorilor legionari”, de Nicolae Niță, apărută în editura „Libertatea” din Jacksonville – SUA, alături de Emil Cioran, Petre Țuțea, Constantin Noica, Mircea Eliade, Nae Ionescu, Radu Gyr și alții. Scriitorul apare pe pagina 204 cu consemnarea: „Pena C.I. – poet. Colaborator la revista „Drum”, apărută în orașul Roșiorii de Vede”, fără alte detalii precum la alții, la care se specifică în mod expres că „au publicat numeroase lucrări de specialitate și au colaborat asiduu la revistele și ziarele legionare din țară”, precizându-li-se și opera.  „Nu avea predilecție pentru cultul legionar”, afirma Luca I Ionescu din Domnești – Argeș, cel ce între 1941 – 1944 s-a cunoscut cu poetul (afirmație făcută în emisiunea de evocare a lui Pena la postul de radio „Impact 94,4 FM” din Roșiorii de Vede, în 24 august 2001, în ajunul împlinirii a 90 de ani de la nașterea scriitorului). 
Istoricul Cătălin Borțun de la Muzeul Județean Teleorman, autor al lucrǎrii „Mișcarea legionară din județul Teleorman", apǎrutǎ în 2011, la Editura Renaissance din București, a afirmat că în documentările sale nu a gasit nicio referire la numele de Ion Pena. Acestei opinii îi subscriu istoricii și publiciștii Cristian Sandache și Corneliu Ciucanu, care sunt autorii mai multor cărți despre fenomenul legionar. 
Probabil datorită reproșurilor primite din mai multe direcții, cauzate de  superficialitatea sau interesele cu care a combinat informațiile, Nicolae Niță, s-a simțit nevoit și a reeditat în 2017 cartea apărută în 1993 axându-se de această dată pe "Presa Legionara" - Un succinct index alfabetic al ziarelor si revistelor legionare apărute în Exil și în Tară de-a lungul timpului. Editura "Libertatea", Jacksonville - SUA. Dacă veți răsfoi cartea, veți vedea că Revista „Drum” din Roșiorii de Vede, cu care era asociat Pena, dispare subit, în schimb a rămas Revista Drum din 1961, apărută în Mexico City. "L-am căutat pe dl Nicolae Niță în mai multe rânduri pe mail si facebook dar nu mi-a răspuns. Doream să-mi dea o explicație și să-și recunoască public confuzia pe care o făcuse, voit sau nevoit, în privința Revistei „Drum” din Roșiorii de Vede și a lui Ion C Pena" a afirmat Marin Scarlat, strănepotul scriitorului. Realitatea este că Revista „Drum” din Roșiorii de Vede a fost închisă de binomul Antonescu - legionari spre toamna lui 1940, atunci cand Ion C Pena avea în șpalt două volume de poezii, "Iarmaroc" și epigrame, "Flori veninoase", a căror apariție era anunțată în București. Câteva poezii din "Iarmaroc" fuseseră deja publicate.
Din cererea pe care Pena o trimite Ministrului Finanțelor,  în calitate de agent administrativ cl. II în com. Domnești, jud. Muscel, aflǎm cǎ el a venit în localitate în primǎvara lui 1941.

## Activitatea literară

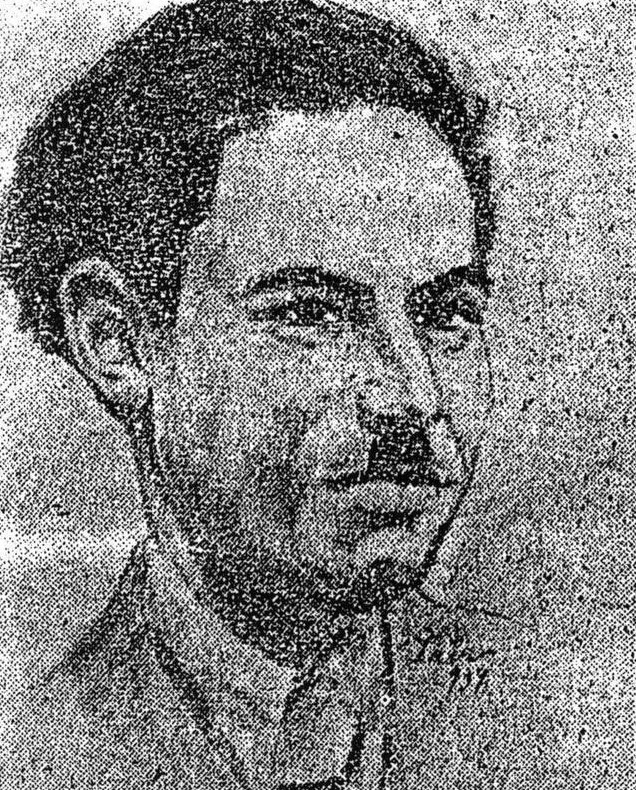
Ion Pena - portret de Al Popescu Tair din volumul "Furcile caudine" 1939

A fost membru activ al Grupării literare „Drum” din Roșiorii de Vede, asociație a tinerilor publiciști teleormăneni, înființată în 1935 sub președinția de onoare a scriitorului Zaharia Stancu, președinți activi fiind Nicolae Stănescu-Udrea și Florian Crețeanu.
În editura acestei grupări îi apare, în 1939, volumul de epigrame „Furcile caudine”, tipărit la Tipografia „Lumina poporului” din aceeași localitate. Având recenzii favorabile, George Călinescu îl înscrie în „Istoria Literaturii Române de la origini până în prezent”, Fundația Regală pentru Literatură și Artă, București, 1941. În aceeași editură urmau să îi apară în 1940 (deja erau anunțate în revista bucureșteană „Prepoem”, an I, nr. 11 din mai 1940) un volum de poezii intitulat „Iarmaroc”  și un volum de epigrame „Flori veninoase”, dar care, din păcate, nu aveau să mai vadă lumina tiparului, întrucât revista și editura „Drum” au fost suspendate de cenzură în același an. Cunoscutul publicist și istoric literar Stan V. Cristea, membru în Uniunea Scriitorilor din România, consemna în  „Caligraf” din iulie 2005: „Surprinzător, prin 1943 – 1944, Ion Pena pare că evolua spre un nou fel de poezie ... îi întrezărim – incredibil, cumva pe Nichita Stănescu și Marin Sorescu”
La plecarea din această lume, în 29 iulie 1944, scriitorului i-au rămas mai multe manuscrise, dintre care șase volume erau pregătite pentru tipar, între ele aflǎndu-se și cele două volume, „Iarmaroc” și „Flori veninoase”, oprite de cenzură în 1940:
- Patru volume de poezii : "Iarmaroc" (un volum de poezii, voluminos, de peste o sută de poezii, din care câteva au apucat sa fie publicate), "Varietăți", "Fum" si "Nord". Din pacate, aceste volume s-au pierdut sau sunt răspândite pe la diverși prieteni.
- "Simple nimicuri"[36] - plachetă de poezii, în dactilogramǎ[37] - publicată în "Scrieri" - Ion Pena, apărută în 2011.
- "Flori veninoase"[38]- volum de  epigrame, în dactilogramǎ, apărut în "Scrieri" - Ion Pena.

Ion C. Pena a creat și s-a impus într-o perioadă tulbure (1928-1944) a istoriei României și a Europei; etapă, însă, urmată de epoca regimului comunist – perioadă ce a dus la scoaterea acestuia vreme îndelungată în afara circuitului public prin includerea sa în Fondul special - interzise între 1945-1989.
Înainte de decesul său, la doar 33 de ani, lasă un testament colegilor, prietenii din perceptia Domnești - județul Muscel, Ioan T. Zăinescu și C. Mateescu, prin care îi ruga pe alți trei prieteni de suflet: Gheorghe Șuța, Florian Crețeanu și Nicolae Stǎnescu - Udrea să se îngrijească de publicarea scrierilor sale. Din păcate, acest lucru se îndeplinește abia în anul 2011, când se împlineau 100 de ani de la nașterea sa. Multe manuscrise s-au pierdut din cauza unora dintre prietenii săi. 
Volumul postum „Scrieri” - Ion Pena, apărut la 67 de ani de la plecarea sa în neființă, include poezii, epigrame, precum și proză, dovedind talentul multilateral al autorului. Acest volum cuprinde următoarele secțiuni:
- Ion Pena – epigramist:

- Epigrame publicate în volumul „Furcile caudine”

- Epigrame refuzate în 1939, la publicarea volumului „Furcile  caudine”

- Epigrame din volumul„Flori veninoase"

- Alte epigrame, publicate în diverse ziare și reviste
- Ion Pena – poet:

- Poezii publicate în diferite ziare și reviste ale vremii

- Placheta „Simple nimicuri”
- Ion Pena – prozator:

- „Moneda fantazienilor” – povestite utopică

- „Exclusivismul rasei și culturii germane”

## Imagini

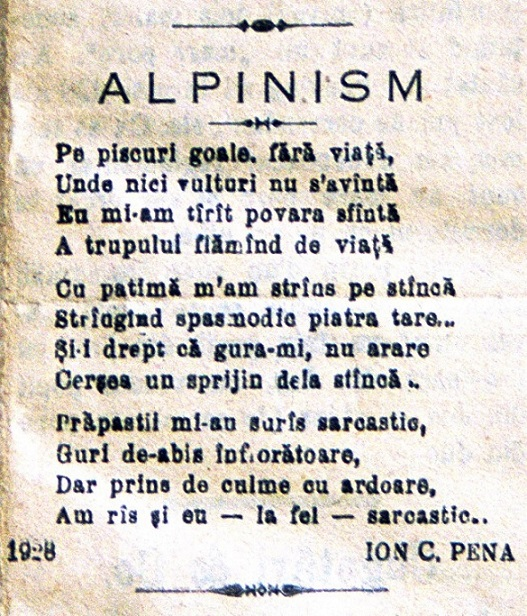
Debutul literar al lui Ion Pena - „Alpinism”, publicatǎ în Revista „SO4H2” din 1932
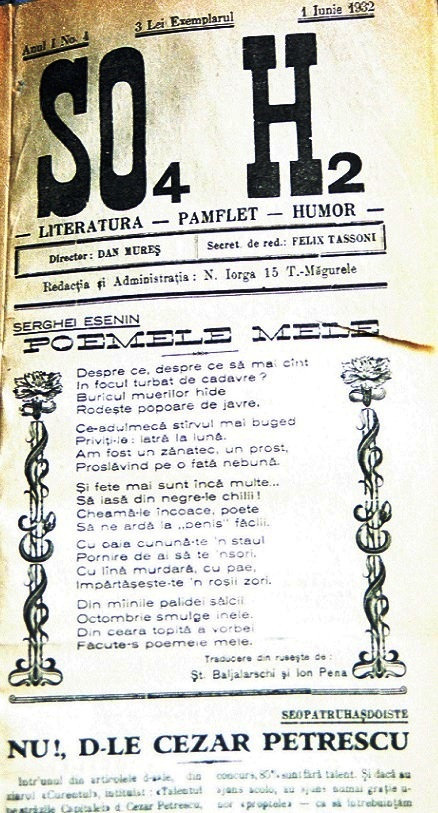
Ștefan Baljalarschi si Ion Pena - traducere din rusește - „Poemele mele” de Serghei Esenin.
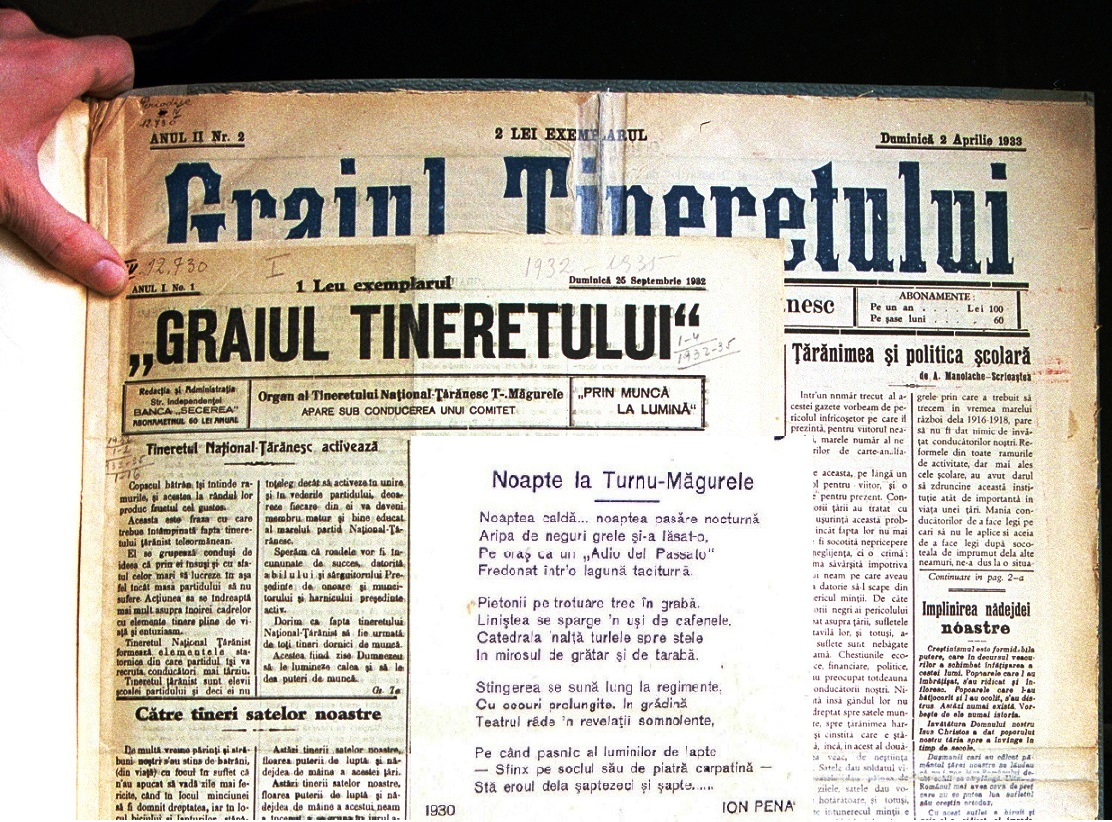
„Graiul Tineretului” - „Organ al Tineretului Național - Tǎrǎnesc din Turnu Mǎgurele”, apǎrea sub conducerea unui comitet, Ion Pena - poezia „Noapte la Turnu Mǎgurele”, publicatǎ în iulie 1933
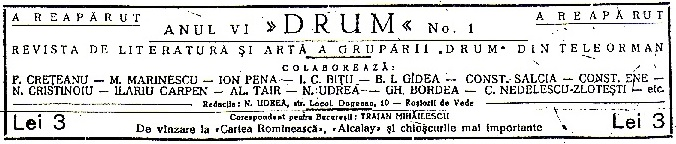
Ion Pena a fost colaborator al Revistei și al Grupǎrii literare „Drum”, asociație a tinerilor publiciști teleormăneni, înființată în 1935 sub președinția de onoare a scriitorului Zaharia Stancu
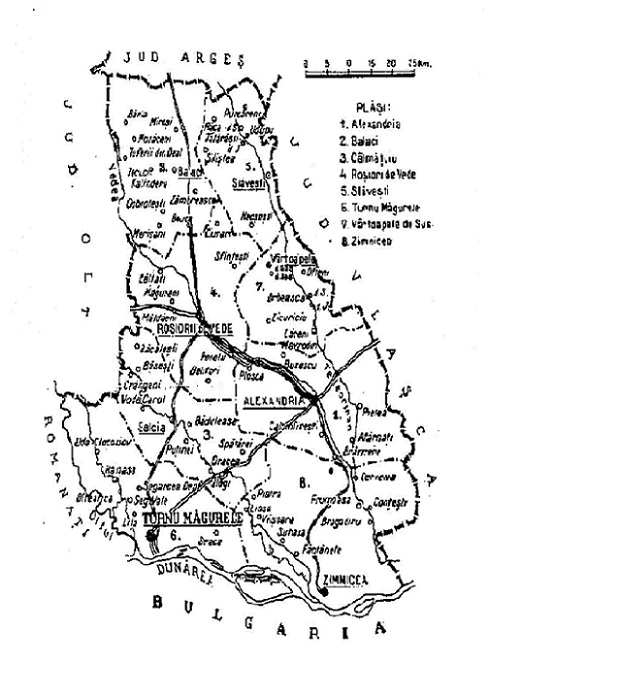
Județul Teleorman în perioada interbelicǎ. Reședința județului era orașul Turnu Mǎgurele
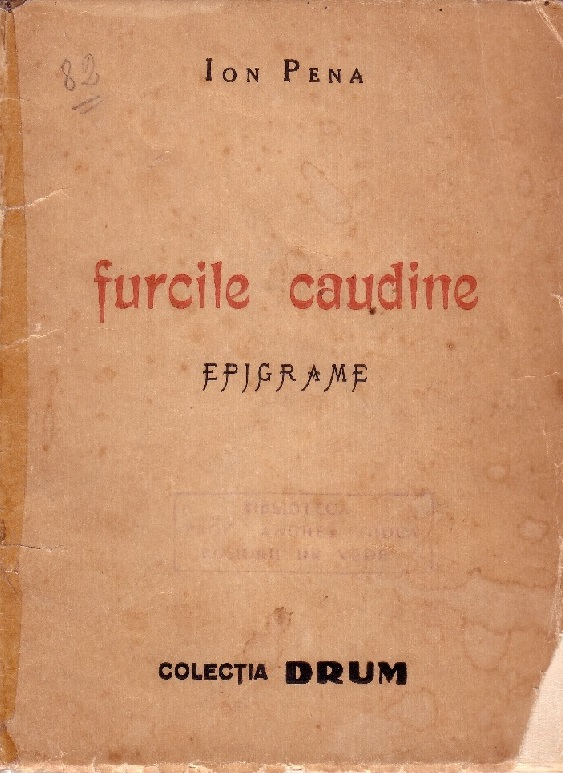
Ion Pena: Volumul „Furcile caudine” - publicat în 1939 - Editura DRUM, Rosiorii de Vede
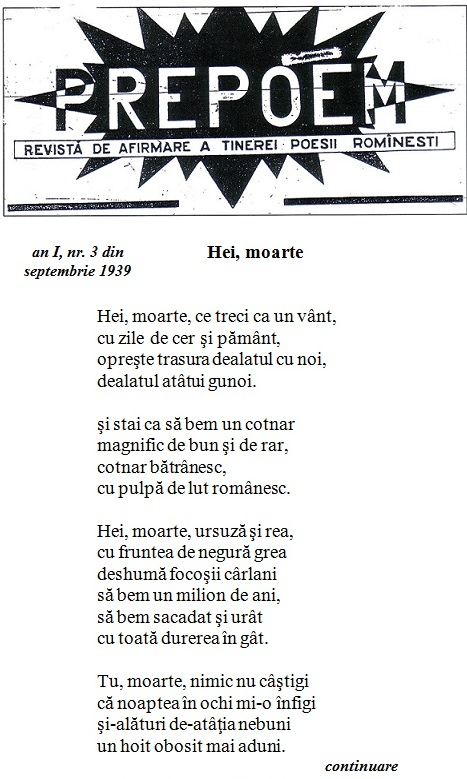
Ion Pena în Revista „Prepoem” - revistǎ de afirmare a tinerei poesii romînești,  an I, nr. 3 din septembrie 1939, București
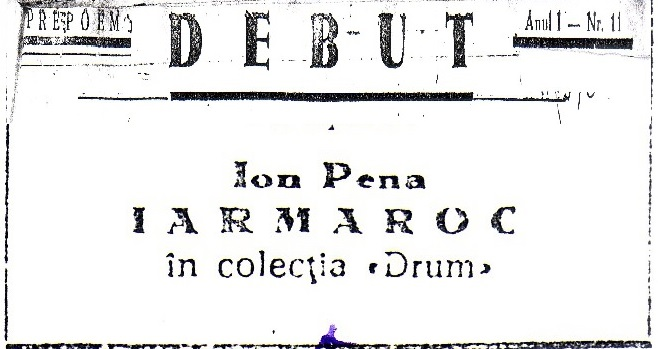
Revista „Prepoem” – an I, nr. 11 din mai 1940 - anunță apariția volumului de poezii „Iarmaroc” de Ion Pena
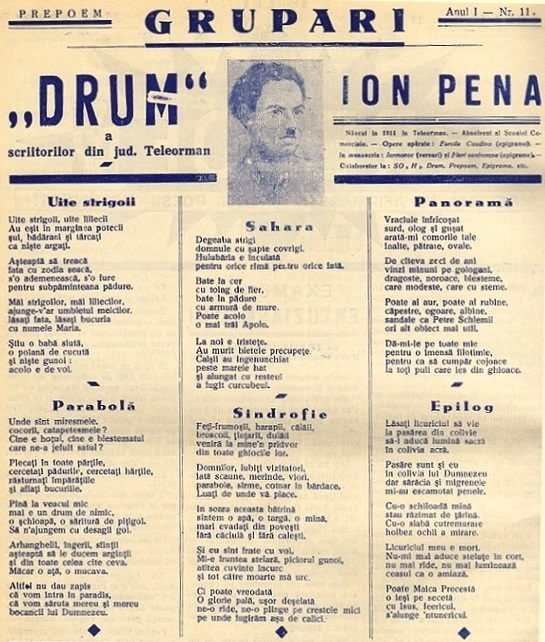
Revista „Prepoem” - Ion Pena, poezii, mai 1940
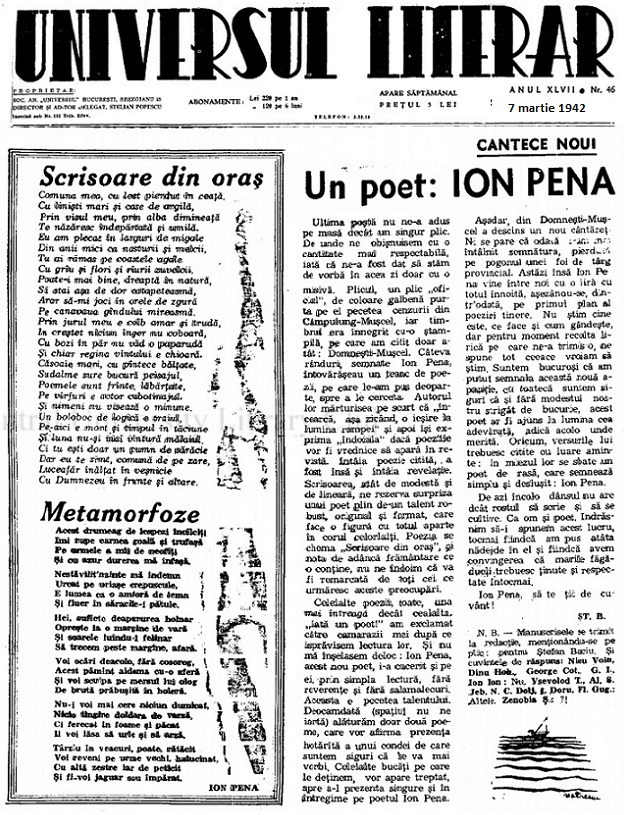
Ștefan Baciu - Un poet: Ion Pena, în „Universul Literar” din 7 martie 1942
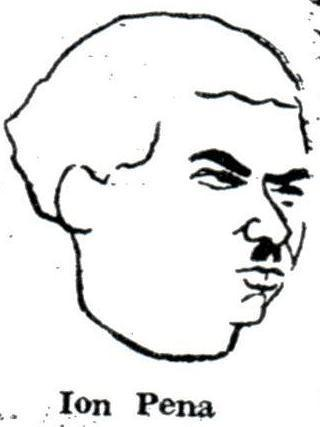
Ion Pena, caricaturǎ, în „Universul Literar” din 23 mai 1942
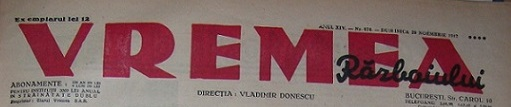
Revista „Vremea”, an XIV, nr. 676, din 29 noiembrie 1942
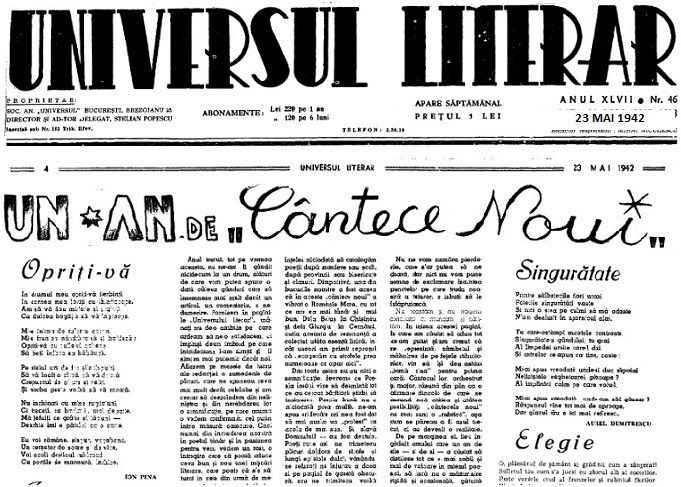
„Universul Literar” - 23 mai 1942, numǎr aniversar, Un an de „Cântece noui” - Ion Pena - „Opriți-vǎ”
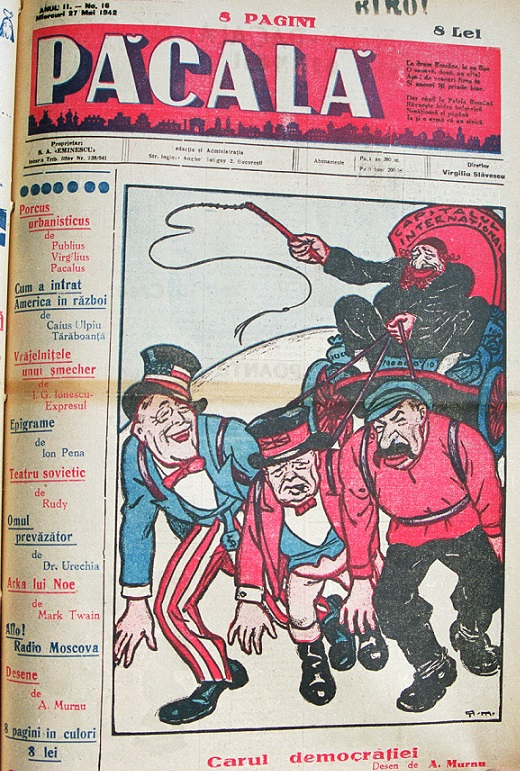
Ion Pena: Epigrame, Revista „Pǎcalǎ”, 27 mai 1942
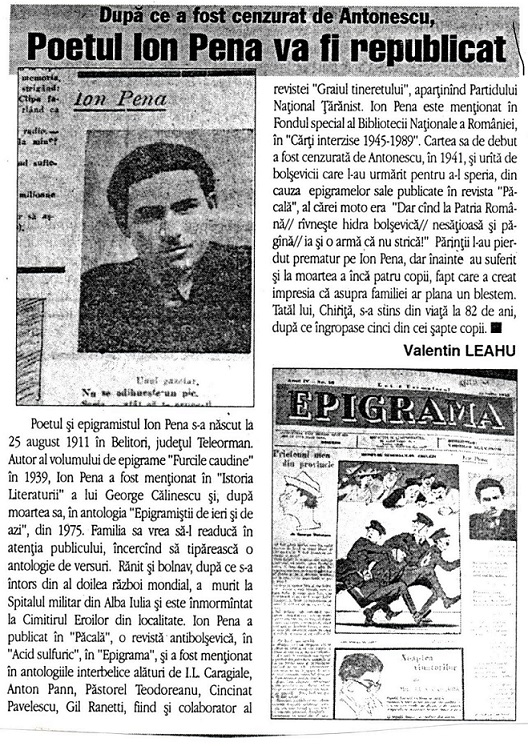
Ion Pena: Ziarul „Monitorul” - Valentin Leahu, din 26 august 2001
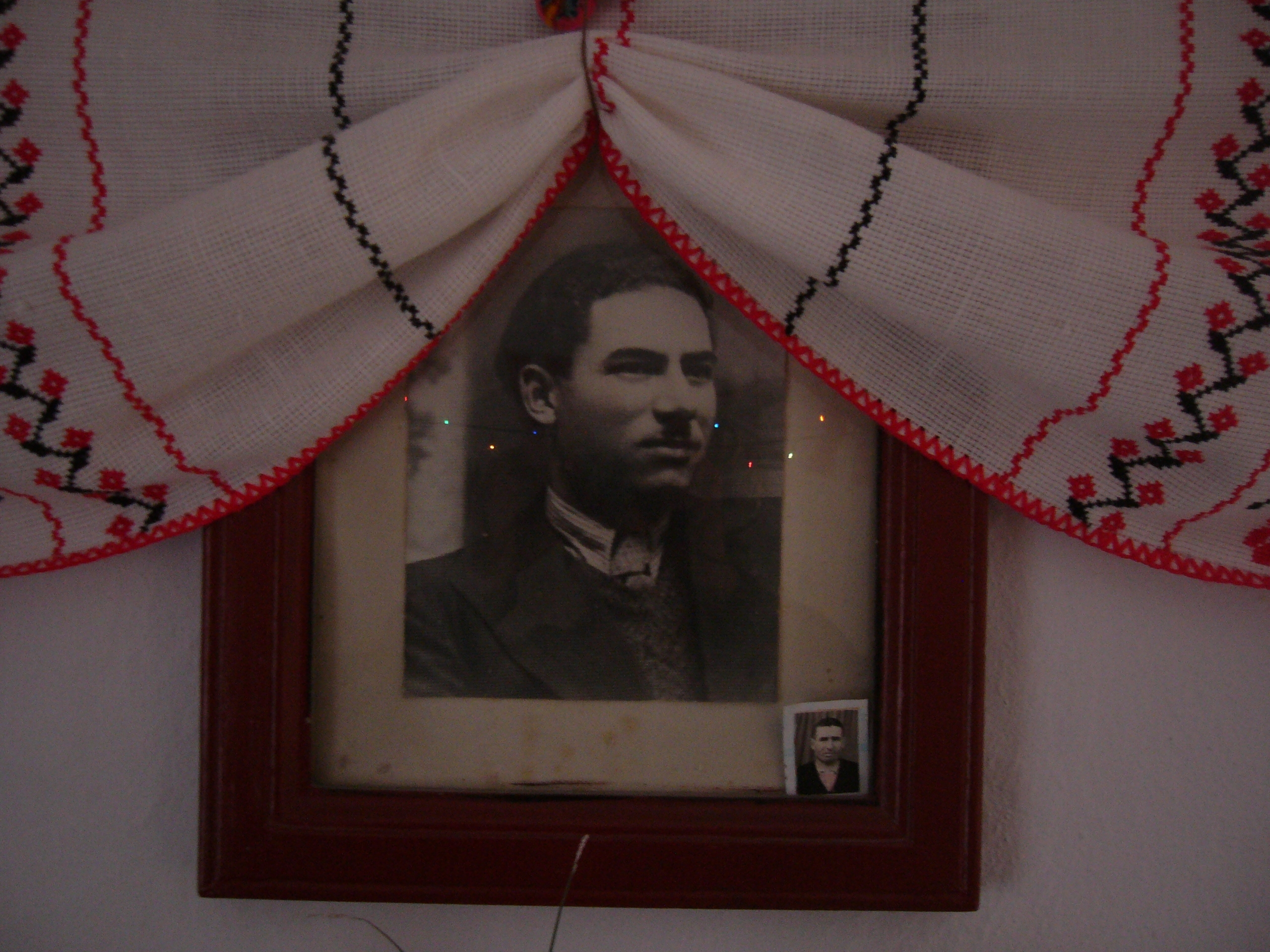
Ion Pena la loc de cinste in casa din Belitori, azi Troianul, Teleorman
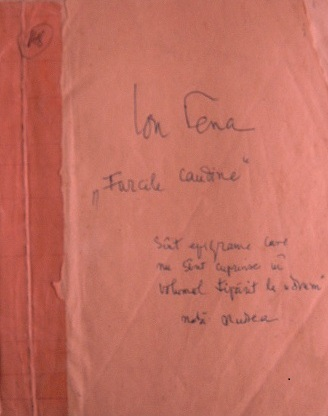
Epigrame scoase din volumul „Furcile caudine”, 1939 - Arhivele Naționale, filiala Alexandria
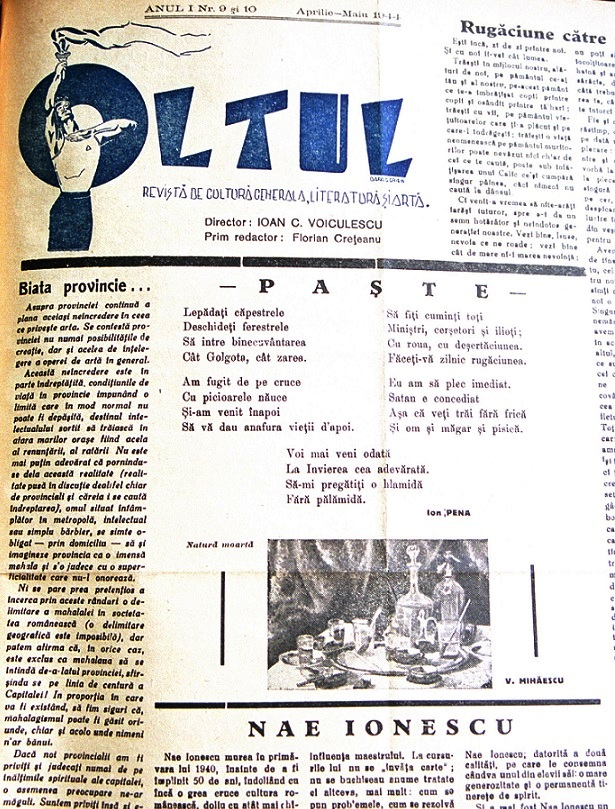
Ion Pena -Poezia „Paște” - mai 1944 - Revista „Oltul”
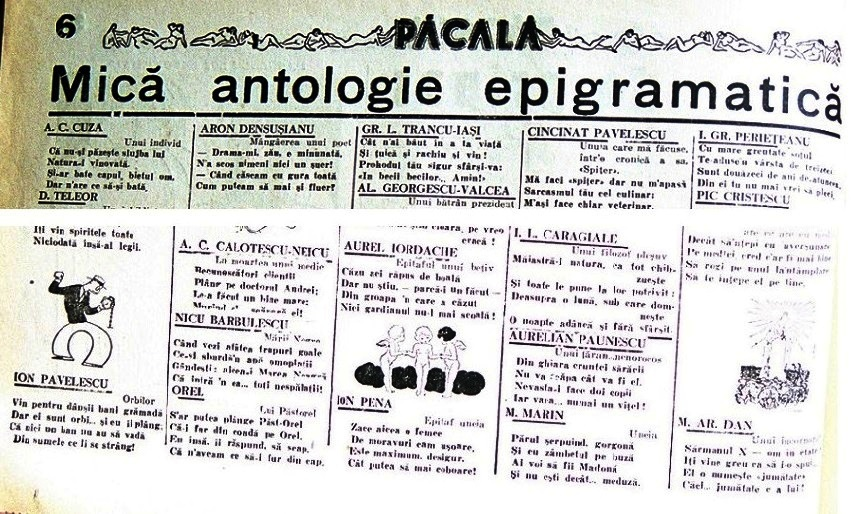
Revista „Pǎcalǎ” - „Antologie epigramaticǎ” - Ion Pena alǎturi de Ion Luca Caragiale, Pǎstorel Teodoreanu, Cincinat Pavelescu și alți epigramiști emblematici.
- Stan V Cristea, membru al Uniunii Scriitorilor: Ion Pena. Un scriitor „fantazian” nedreptǎțit - studiu publicat în volumul „Secvențe de istorie literară - opera omnia - publicistică și eseu contemporan”
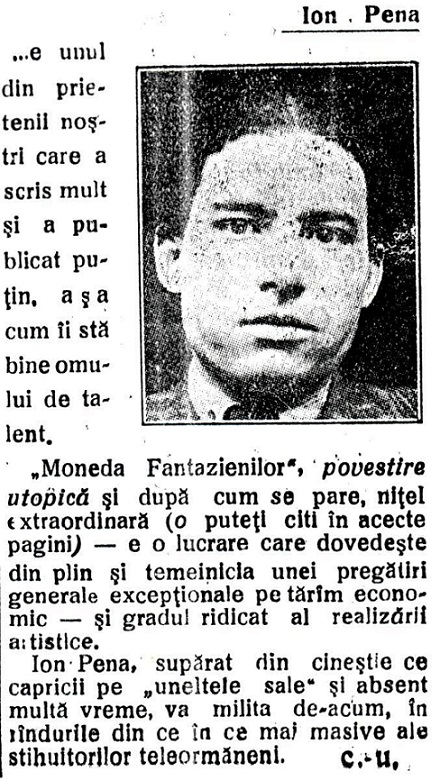
Ion Pena în numǎrul de Crǎciun, 1937, al revistei „Drum" - publicarea primei pǎrți a povestirii utopice „Moneda fantazienilor"
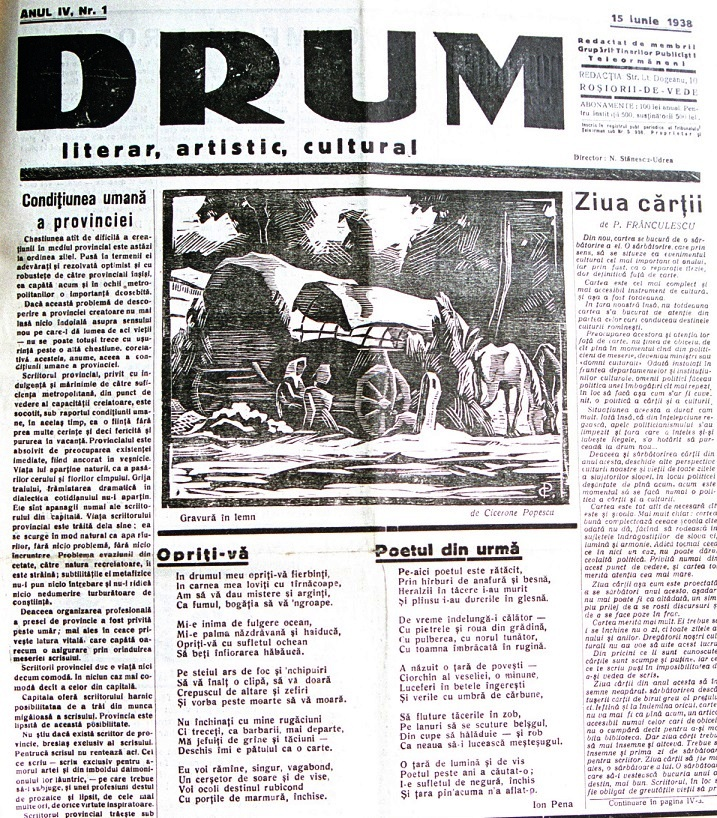
Poeziile „Opriți-vǎ” și „Poetul din urmǎ” de Ion Pena - Revista „Drum”, anul  IV, nr. 1 din 15 iunie 1938
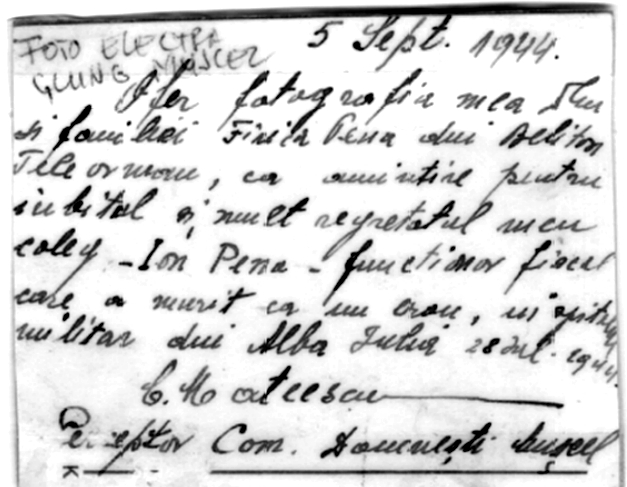
Verso, C. Mateescu - prietenul și colegul lui Ion Pena din Percepția Domnești, Mușcel
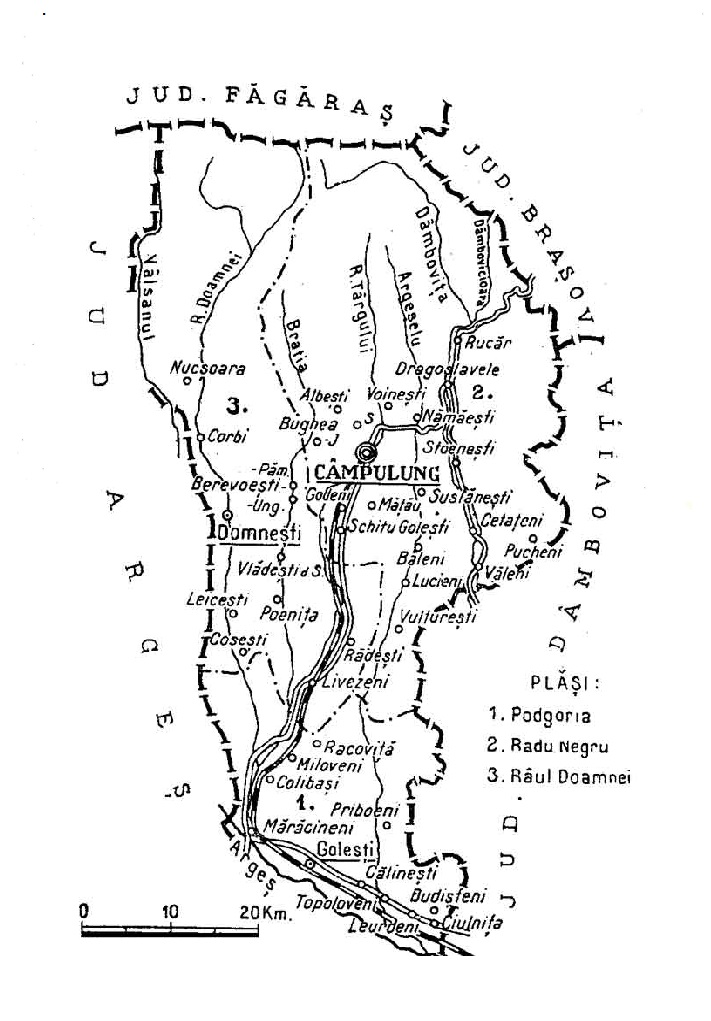
Judetul Mușcel în perioada interbelicǎ. Reședința județului era orașul Câmpulung Mușcel
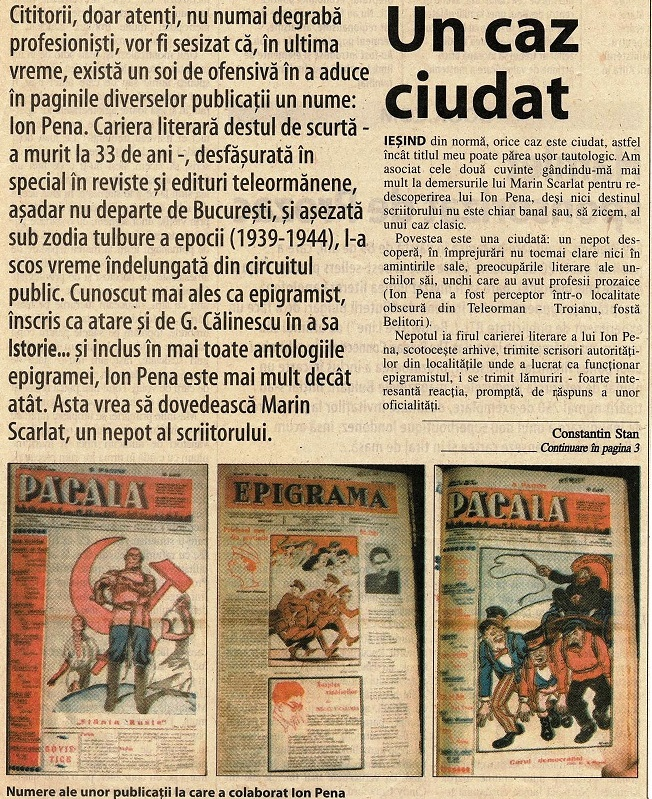
Constantin Stan, membru al Uniunii Scriitorilor, „Un caz ciudat: Ion Pena” în  „Ziarul de Duminicǎ” din 28 sept 2001
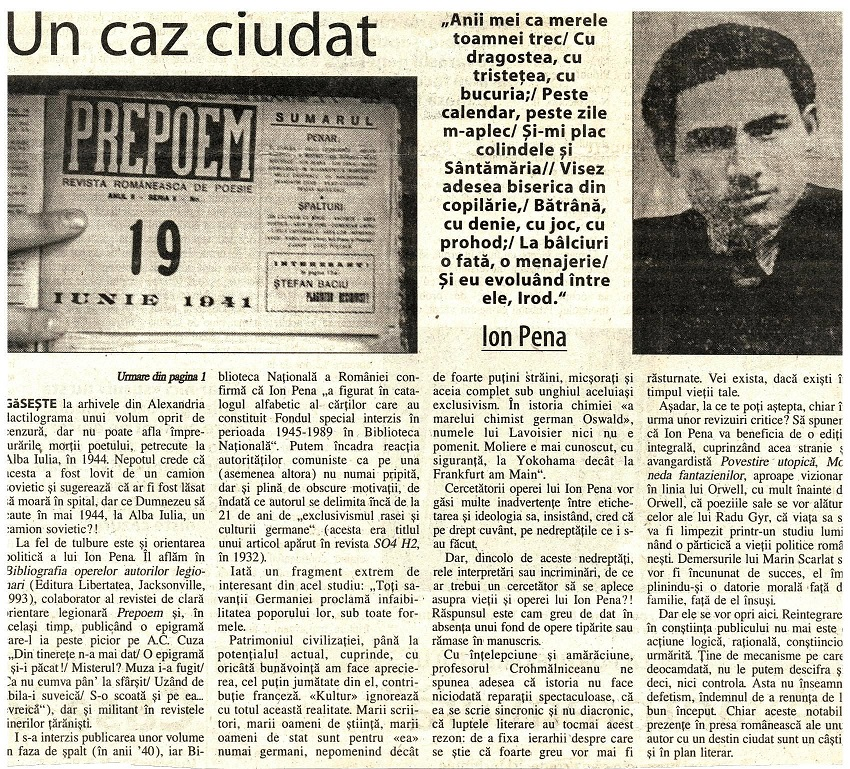
Ion Pena: „Ziarul de Duminicǎ”—Constantin Stan, din 28 sept 2001
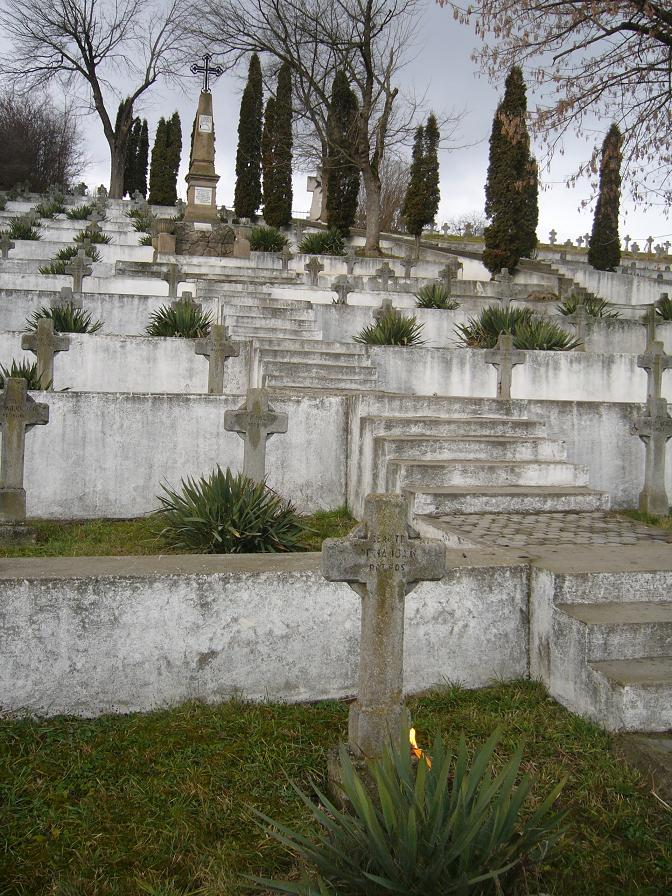
Mormântul lui Ion Pena din Cimitirul Eroilor din Alba iulia
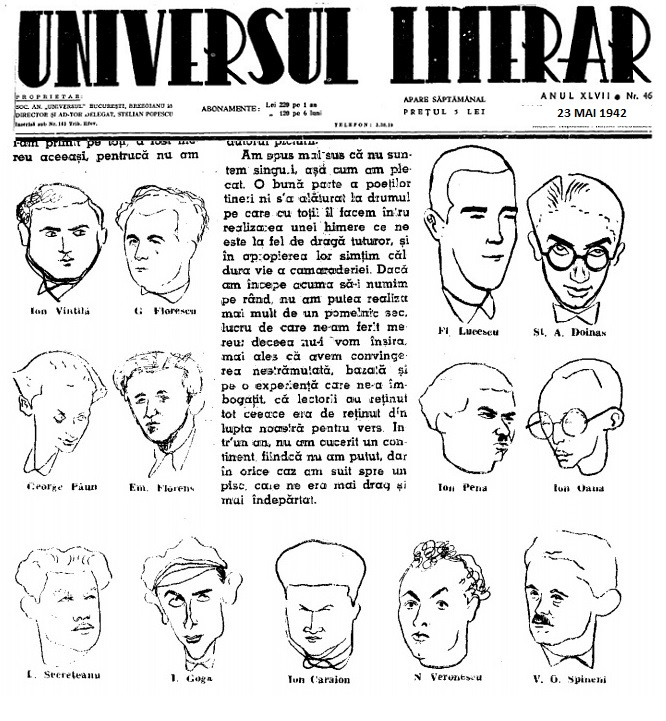
„Universul Literar” din 23 mai 1942 - Ion Pena, Ștefan Augustin Doinaș, Ion Caraion si alti poeți din anii '40
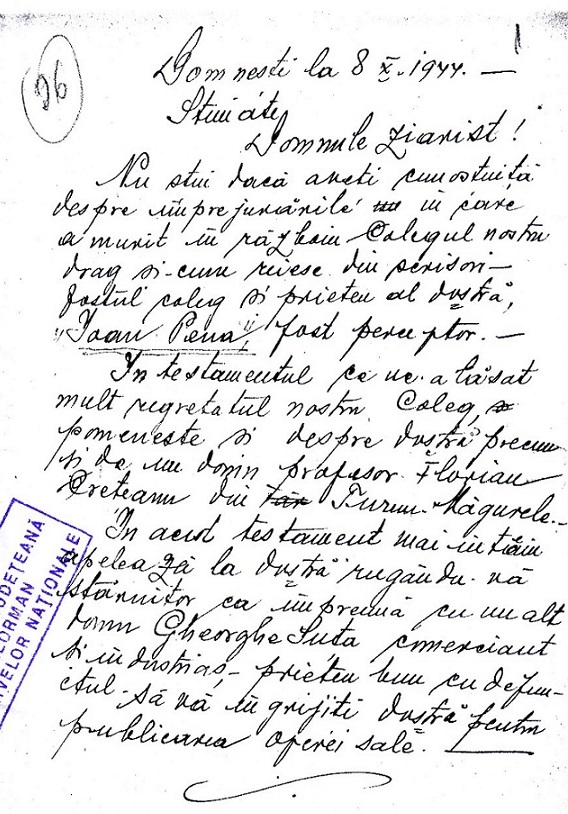
Scrisoarea lui Ioan T Zǎinescu - prietenul și colegul lui Ion Pena - cǎtre Nicolae Stǎnescu - Udrea din Roșiorii de Vede
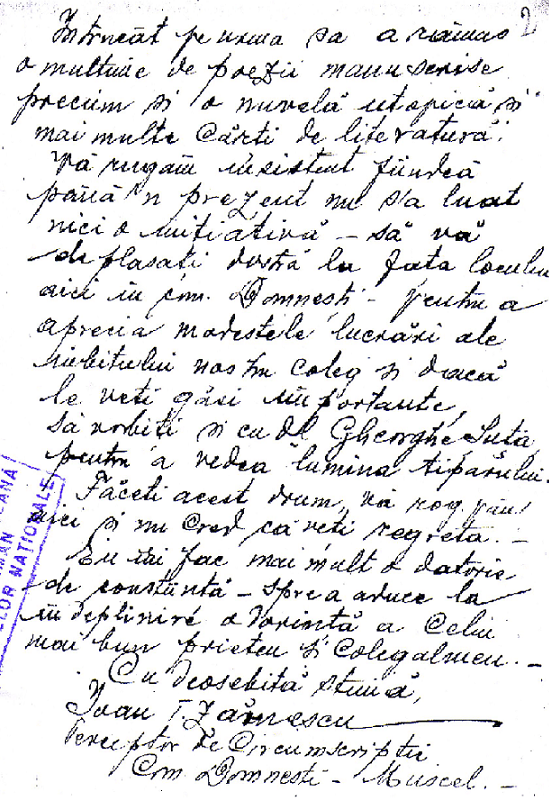
Scrisoarea lui Ioan T Zǎinescu - prietenul și colegul lui Ion Pena - cǎtre Nicolae Stǎnescu - Udrea
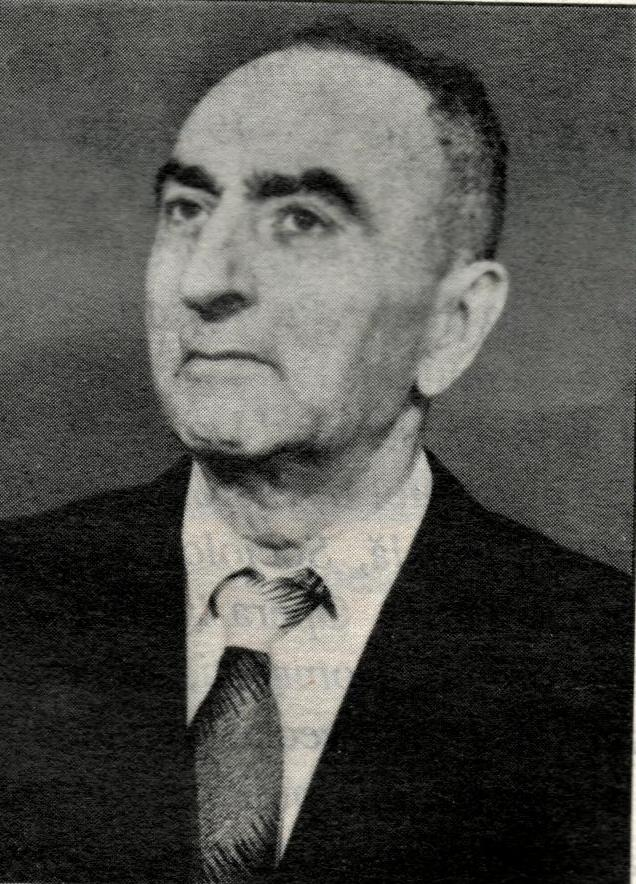
Profesorul si scriitorul Luca I. Ionescu, din Domnești, apropiat al lui Ion Pena
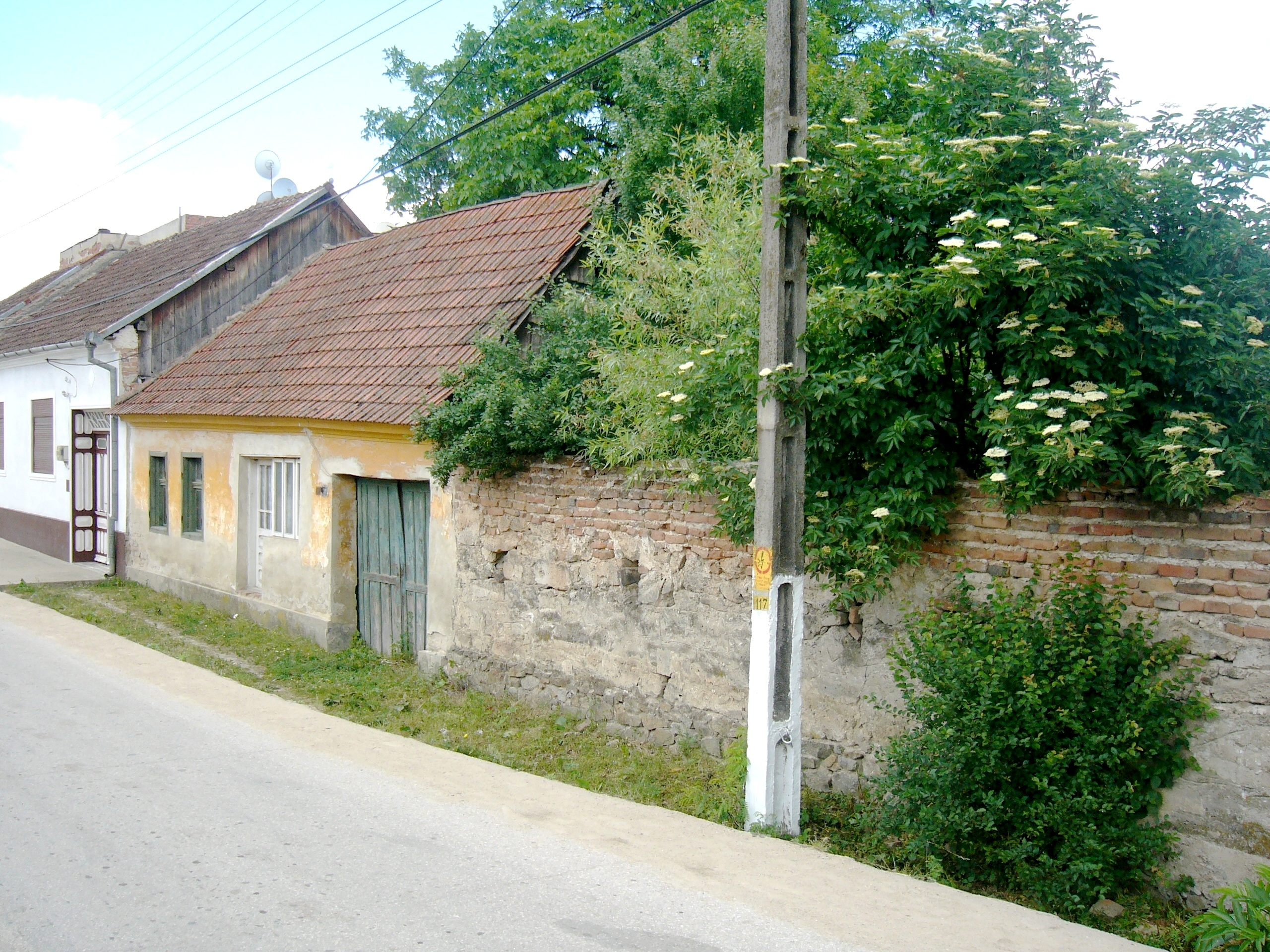
Casa din Sichevița, Caraș, în care a locuit Ion Pena între 1936-1941
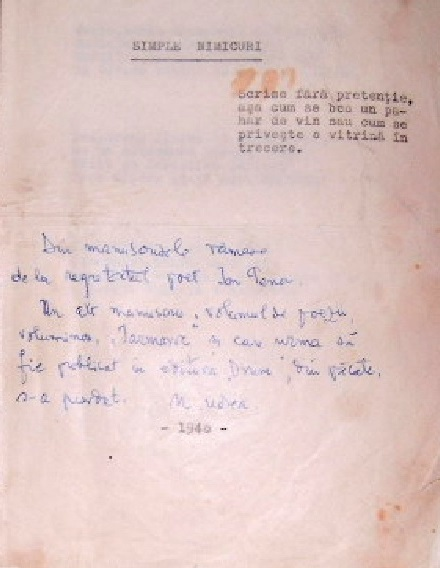
Ion Pena - Placheta de poezii "Simple nimicuri" din 1940, în dactilogramǎ, se aflǎ la Arhivele Naționale Alexandria
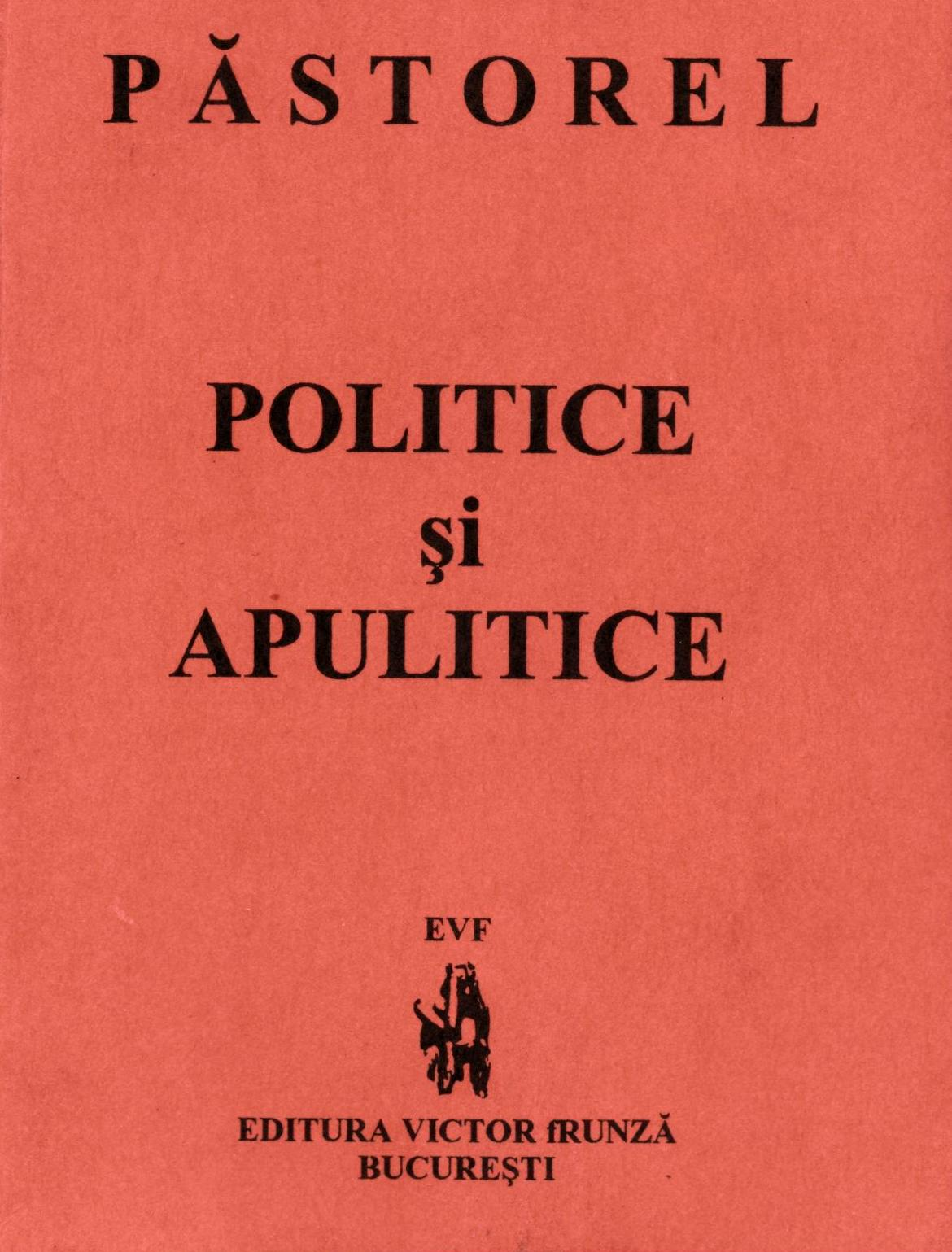
Ion Pena in Antologia „Pǎstorel” de George Zarafu, Editura Victor Frunză, București, 1996
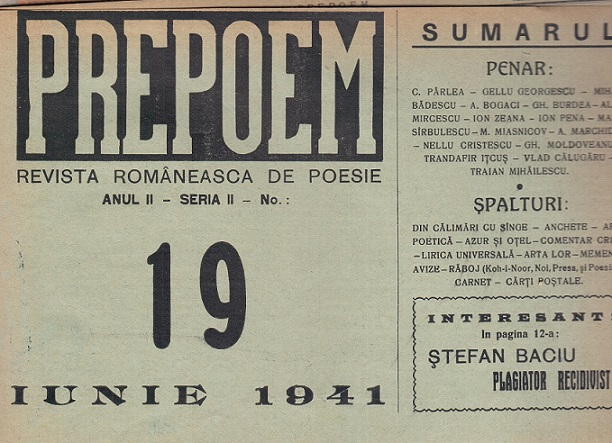
Ion Pena în Revista „Prepoem”, nr. 19, iunie 1941, București
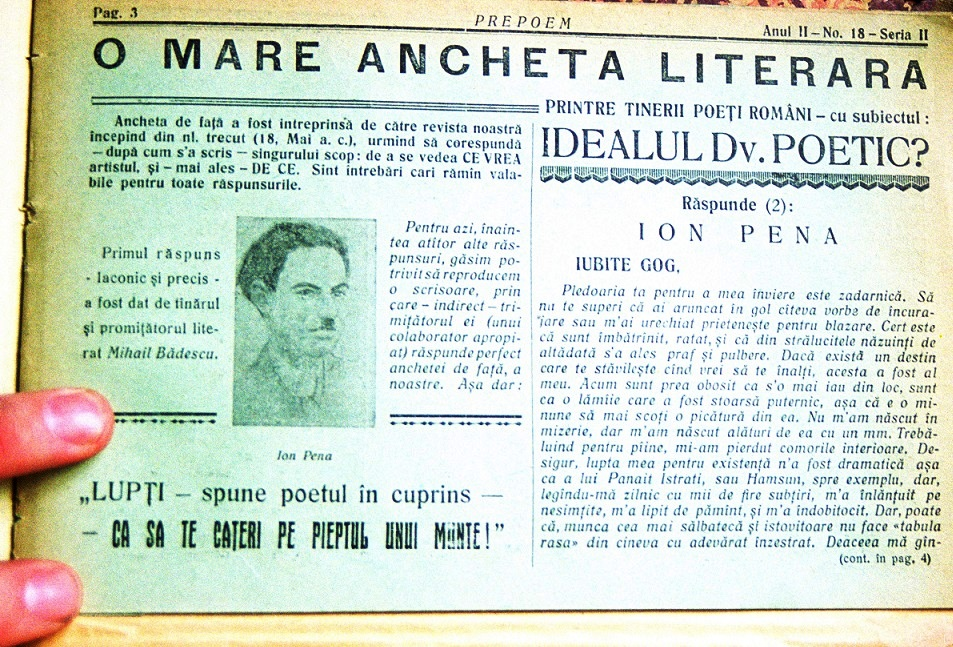
Revista „Prepoem”, „O mare ancheta literarǎ: Ion Pena”,  an II, seria II, nr. 19 din iunie 1941, București
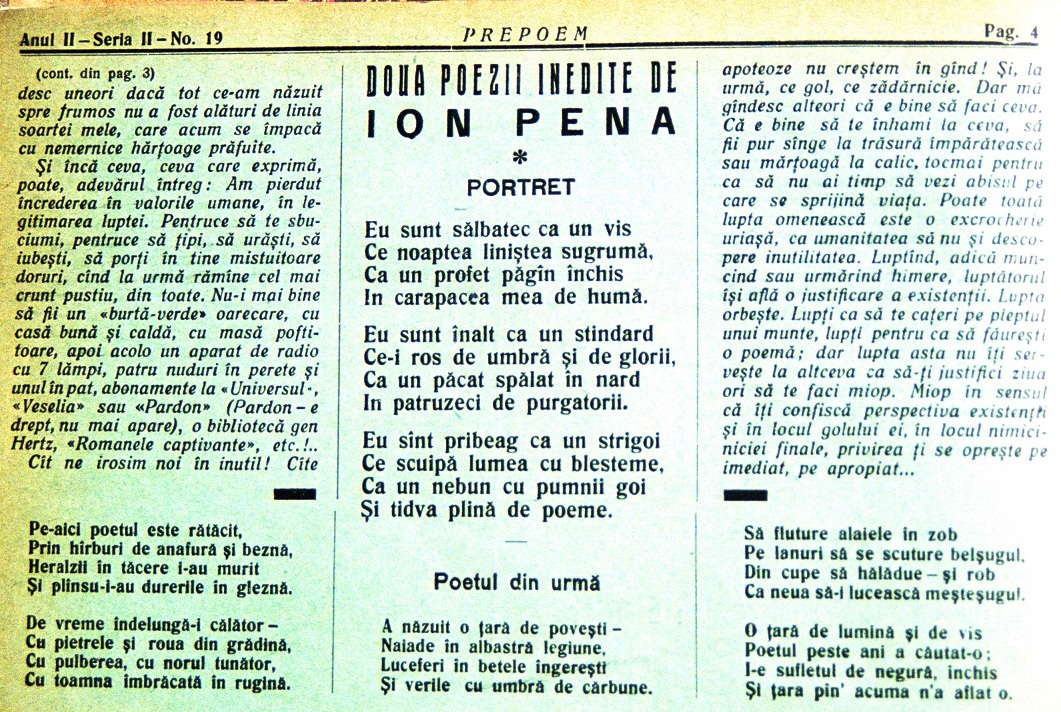
Ion Pena - Poezii inedite: „Portret” și „Poetul din urmǎ”, Revista „Prepoem”: an II, seria II, nr. 19 din iunie 1941, București
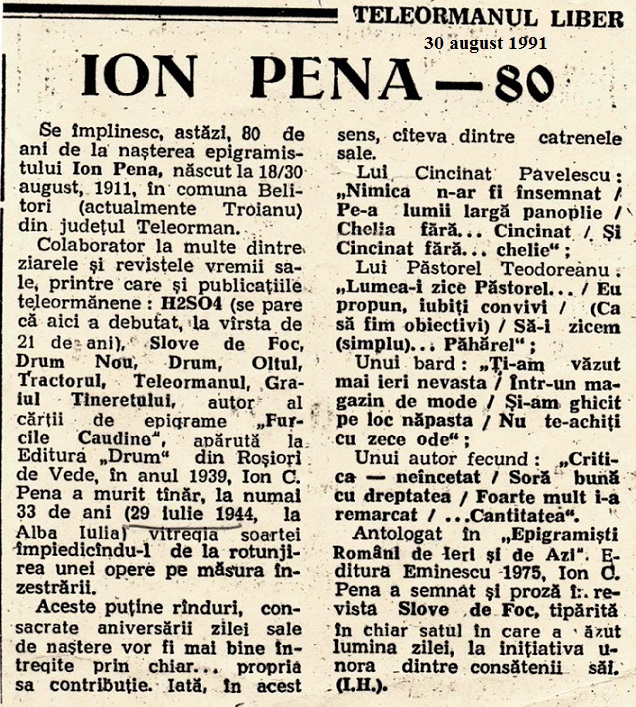
Ion Pena - 80 de ani de la naștere -ziarul Teleormanul liber - articol semnat de Ion Hogaș. Scriitorul era perceput doar ca epigramist în 1991
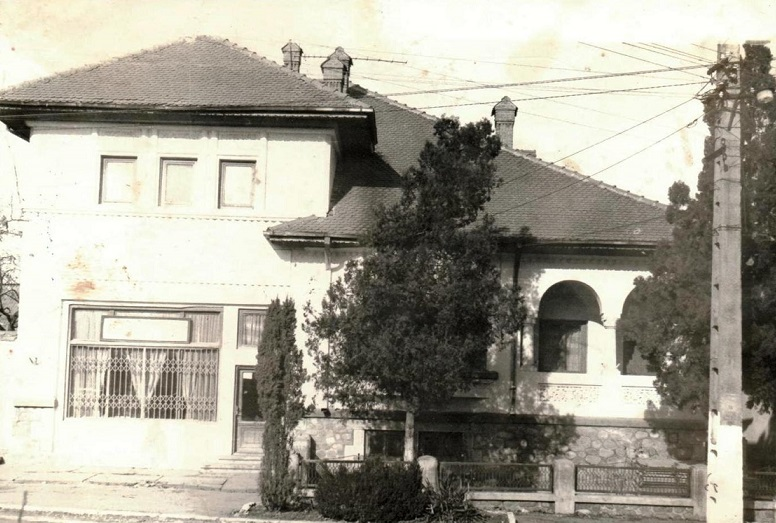
Casa liderului PNȚ Gheorghe Suța din Domnești, Mușcel. Într-o cǎsuțǎ din spate a fost gǎzduit Ion Pena între 1941 - 1943
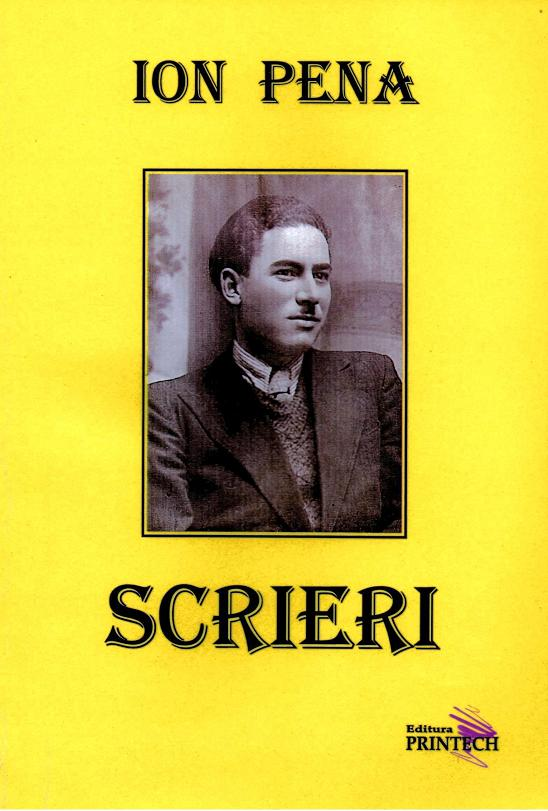
"Scrieri" de Ion Pena, volum postum, publicat în 2011 în București, care cuprinde poezii, epigrame și proză
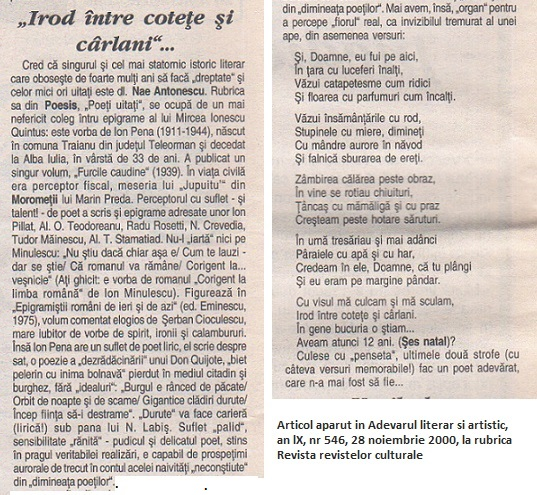
Adevǎrul literar și artistic nr 40, an lX, nr. 546, 28 noiembrie 2000
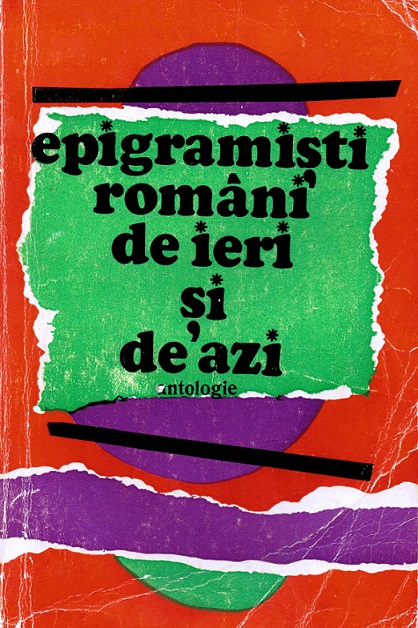
Ion Pena in „Antologia epigramiștilor” de N. Crevedia, Editura Eminescu, 1975
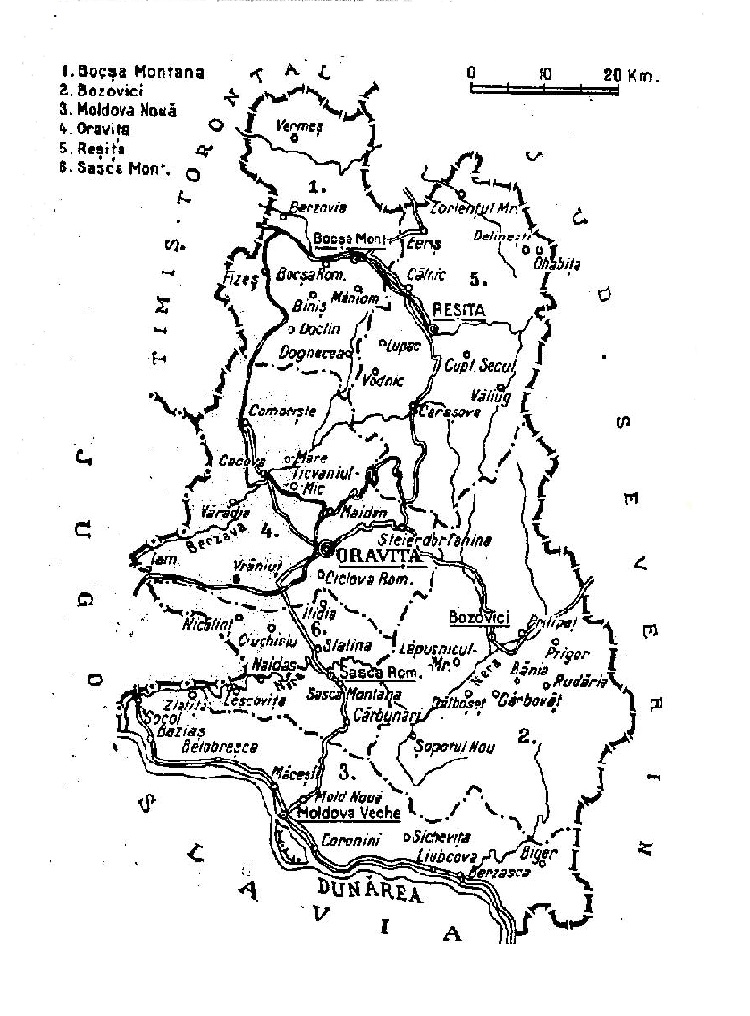
Județul Caraș în perioada interbelicǎ. Reședința județului era orașul Oravița
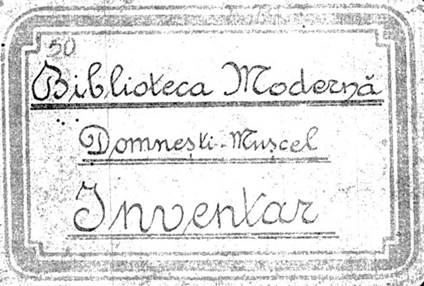
„Biblioteca modernǎ” din Domnești, Mușcel, înființatǎ de Ion Pena în 1941
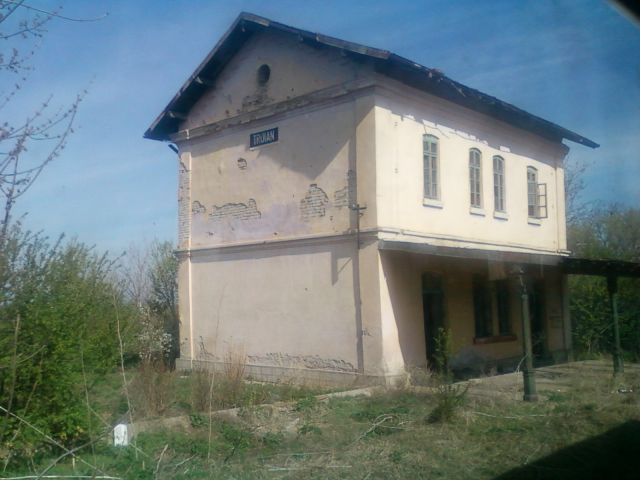
Gara Troian, punctul de legaturǎ cu țarǎ pentru Ion Pena. Se aflǎ la 5 km de comuna Belitori, azi Troianul

### Articole
- Nae Antonescu[41]: „Poeți uitați: Ion Pena”, în Revista „Poesis”[42], nr. 10 – 11 – 12 din octombrie – decembrie 2000;
- Ștefan Baciu: „Un poet – Ion Pena”, în „Universul literar” din 7 martie 1941;
- Florea Burtan[43]: „Scriitori din Teleorman: Ion Pena - 90”, în „Caligraf”[44] din august 2001;
- Iulian Chivu: „Poetul Ion Pena” în „Aldine”[45] din 23 august 2003;
- Stan V. Cristea: „Despre Ion Pena, la 90 de ani de la naștere”, în „Drum” din 14 – 20 septembrie 2001;
- Stan V. Cristea: „Ion Pena – un scriitor nedreptățit”, în „Caligraf” din iulie 2005;
- Dumitru Vasile Delceanu: „Pleiada de la „Drum”. Câteva voci distincte”, în „Caligraf” din mai 2003;
- G. Filimon[46], I. Bâlă: „Fișe de istorie literară – Ion Pena”, în Teleormanul din 29 septembrie 1979;
- Ion Hogaș: „Ion Pena – 80” (n.a. – de ani de la naștere), în „Teleormanul liber” din 30 august 1991;
- Valentin Leahu[47]: „După ce a fost cenzurat de Antonescu, poetul Ion Pena va fi republicat”, în „Monitorul” din 25 – 26 august 2001;
- Ion Scarlat: „95 de ani de la nașterea poetului Ion Pena”, în „Informația Teleormanului” din  23, 24, 25 august 2006
- Constantin Stan: „Un caz ciudat”, în „Ziarul de duminică” din 28 septembrie 2001;
- Ion Al. Stănescu: „Ion C. Pena - 90 de ani de la naștere”, în „Drum” din 14 – 20 septembrie 2001.